# بوينغ تي-43
بوينغ تي-43 وهي طائرة بوينغ 737-200 معدلة تستخدم من قبل القوات الجوية الأمريكية. تم تسليمها خلال سنتي 1973 و1974، وكان مهمتها الرئيسية التدريب على الملاحة، وتم تعديل بعضها لطراز سي تي-43إيه لنقل الإداريين.